# Кавех Резаеї
Кавех Резаеї (перс. کاوه رضایی, нар. 5 квітня 1992, Ісламабаде-Герб) — іранський футболіст, нападник бельгійського «Брюгге» і національної збірної Ірану. На правах оренди грає за «Шарлеруа».

## Клубна кар'єра
Народився 5 квітня 1992 року в місті Ісламабаде-Герб. Вихованець футбольної школи клубу «Фулад». Дорослу футбольну кар'єру розпочав 2009 року в основній команді того ж клубу, в якій провів три сезони, взявши участь у 33 матчах чемпіонату. 
Згодом з 2012 по 2017 рік грав у складі команд клубів «Сайпа», «Зоб Ахан» та «Естеглал».
Влітку 2017 року перейшов до бельгійського «Шарлеруа». А вже у серпні наступного року став гравцем іншої місцевої команди «Брюгге». Протягом сезону не став основним гравцем команди з Брюгге, а 27 серпня 2019 року повернувся до «Шарлеруа» на умовах оренди. 

## Виступи за збірні
2007 року дебютував у складі юнацької збірної Ірану, взяв участь у 9 іграх на юнацькому рівні.
Протягом 2009–2014 років залучався до складу молодіжної збірної Ірану. На молодіжному рівні зіграв у 18 офіційних матчах.
2015 року дебютував в офіційних матчах у складі національної збірної Ірану.
| Дата       | Місто    | Господарі            | Результат | Гості             | Турнір            | Голи | Примітки |
| ---------- | -------- | -------------------- | --------- | ----------------- | ----------------- | ---- | -------- |
| 8-9-2015   | Нью-Делі | Індія                | 0 – 3     | Іран              | Відбір до ЧС 2018 | -    | 75'      |
| 8-10-2015  | Маскат   | Оман                 | 1 – 1     | Іран              | Відбір до ЧС 2018 | -    | 86'      |
| 12-11-2015 | Тегеран  | Іран                 | 3 – 1     | Туркменістан      | Відбір до ЧС 2018 | -    | 75'      |
| 17-11-2015 | Дедедо   | Гуам                 | 0 – 6     | Іран              | Відбір до ЧС 2018 | -    |          |
| 5-10-2017  | Тегеран  | Іран                 | 2 – 0     | Того              | товариський матч  | -    |          |
| 10-10-2017 | Казань   | Росія                | 1 – 1     | Іран              | товариський матч  | -    | 64'      |
| 13-11-2017 | Неймеген | Венесуела            | 0 – 1     | Іран              | товариський матч  | -    | 61'      |
| 17-3-2018  | Тегеран  | Іран                 | 4 – 0     | Сьєрра-Леоне      | товариський матч  | 1    | 46'      |
| 23-3-2018  | Радес    | Туніс                | 1 – 0     | Іран              | товариський матч  | -    | 56'      |
| 27-3-2018  | Ґрац     | Іран                 | 2 – 1     | Алжир             | товариський матч  | -    | 70'      |
| 15-11-2018 | Тегеран  | Іран                 | 1 – 0     | Тринідад і Тобаго | товариський матч  | -    | 66'      |
| 20-11-2018 | Доха     | Іран                 | 1 – 1     | Венесуела         | товариський матч  | -    | 82'      |
| 14-11-2019 | Амман    | Ірак                 | 2 – 1     | Іран              | Відбір до ЧС 2022 | -    | 90'      |
| 8-10-2020  | Ташкент  | Узбекистан           | 1 – 2     | Іран              | товариський матч  | -    | 71'      |
| 12-11-2020 | Сараєво  | Боснія і Герцеговина | 0 – 2     | Іран              | товариський матч  | 1    | 61'      |
| Усього     |          | Матчів               | 15        |                   | Голів             | 2    |          |

## Титули і досягнення
- Переможець Юнацького (U-16) кубка Азії: 2008